# Barbara Jaruzelska

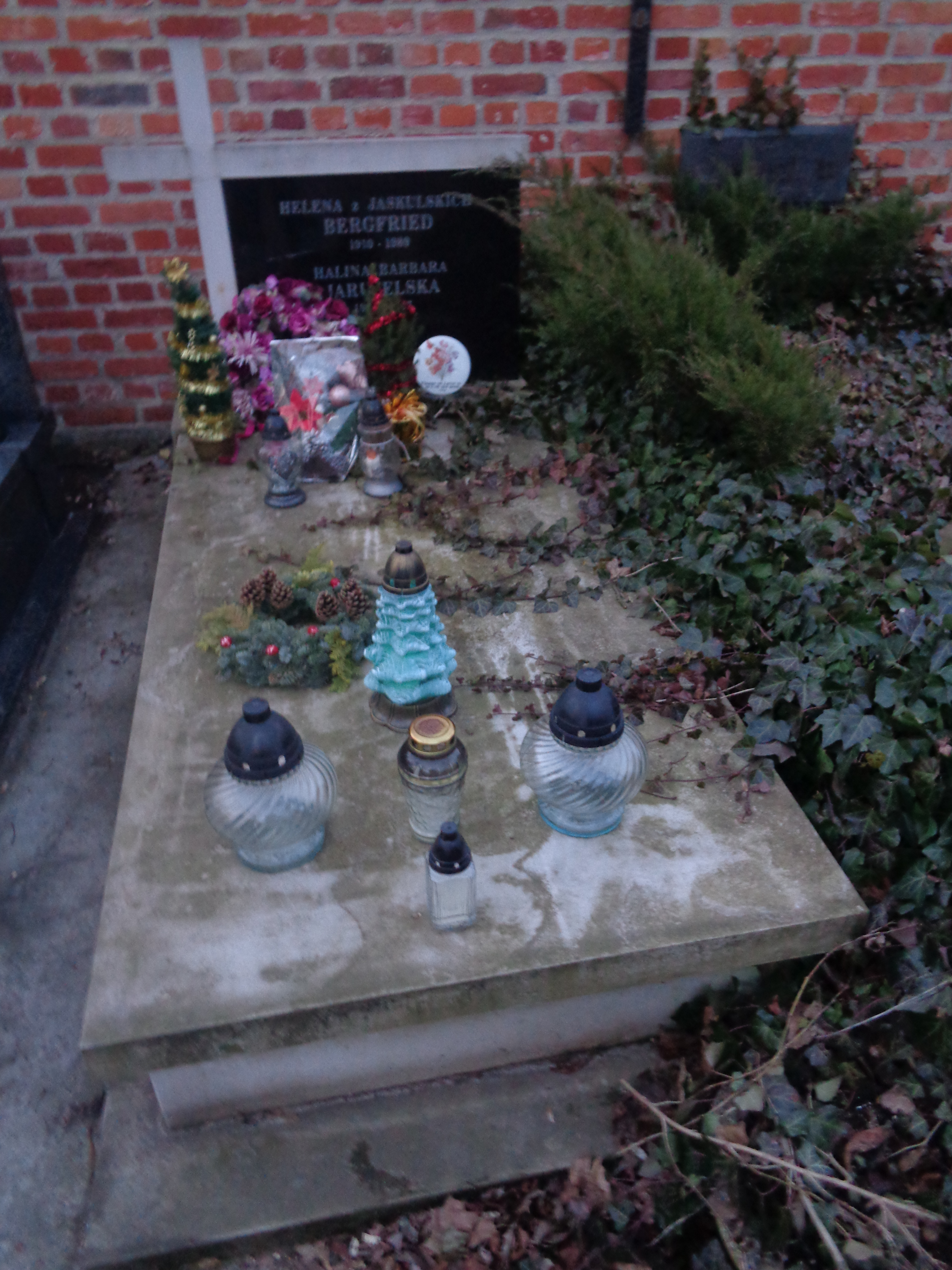
Nagrobek Barbary Jaruzelskiej na Cmentarzu Powązkowskim

Halina Barbara Jaruzelska z domu Ryfa (ur. 23 stycznia 1931 w Lublinie, zm. 29 maja 2017 w Warszawie) – polska germanistka, doktor nauk humanistycznych, w latach 1989–1990 pierwsza dama Polski jako żona generała Wojciecha Jaruzelskiego, prezydenta PRL i prezydenta III RP. Pracowała jako wykładowczyni w Instytucie Lingwistyki Stosowanej Uniwersytetu Warszawskiego.

## Życiorys
Pochodziła z Lublina. Była córką Heleny z Jaskólskich i Czesława Ryfy, który był cukiernikiem i leśnikiem. W chwili poznania przyszłego męża była artystką wojskowego zespołu pieśni i tańca. Związek małżeński zawarli w 1960 w Szczecinie; Wojciech Jaruzelski był wtedy dowódcą stacjonującej tam 12. Dywizji Zmechanizowanej Wojska Polskiego. Było to jej drugie małżeństwo. Po ślubie ukończyła korespondencyjne liceum dla pracujących. Kształciła się w szkole baletowej. Studiowała germanistykę. W 1969 obroniła pracę magisterską pt. Aproksymatywne systemy nauczania niemieckiego w szkołach średnich.
Z Wojciechem Jaruzelskim miała córkę Monikę (ur. w 1963, stylistkę, projektantkę mody, dziennikarkę i polityk samorządową). Mieszkała wraz z rodziną w Warszawie na Mokotowie, w domu przy ulicy Ikara.
6 czerwca 2017, po mszy świętej w kościele św. Karola Boromeusza, urna z jej prochami została złożona na Starych Powązkach.